# Kommunistische Partei Russlands (Bolschewiki)
Die Kommunistische Partei Russlands (Bolschewiki), KPR(B), (russisch Российская Коммунистическая партия (большевиков), РКП(б)) war der Name der kommunistischen Partei in Sowjetrussland und der Sowjetunion zwischen 1918 und 1925. Sie war die erste kommunistische Partei weltweit und Vorbild für zahlreiche weitere solcher Parteien. Als ältester und mächtigster der kommunistischen Parteien kam ihr ein Führungsanspruch innerhalb der 1919 gegründeten Komintern zu.

## Geschichte
Die Partei ging unter Lenin aus der Fraktion der Bolschewiki der Sozialdemokratischen Arbeiterpartei Russlands hervor. Nach der Spaltung der Partei auf dem Parteitag 1903 in zwei Lager, die Bolschewiki (Mehrheitler) und Menschewiki (Minderheitler) nannte sich die Fraktion Sozialdemokratische Arbeiterpartei Russlands (Bolschewiki), RSDAP(B). Die Fraktion konstituierte sich auf der Prager Konferenz von 1912 als eigenständige Partei. Nach der erfolgreichen Machtübernahme in der Oktoberrevolution 1917 benannten sich die Bolschewiki auf dem VII. (außerordentlichen) Parteitag der RSDAP(B) im März 1918 in Kommunistische Partei Russlands (Bolschewiki) um. 1925 wurde die Partei in Kommunistische Allunions-Partei (Bolschewiki) (Wsesojusnaja Kommunistitscheskaja Partija, WKP(B)) umbenannt. Seit 1952 nannte sich die Partei Kommunistische Partei der Sowjetunion (KPdSU).